# Australijskie Centrum Biznesu i Kultury
Australijskie Centrum Biznesu i Kultury (Australian Business Culture Centre - B&C) – instytucja promocji australijskiej gospodarki i kultury. 
Motywem utworzenia w 2013 Centrum była potrzeba budowy mostów gospodarczych i kulturalnych pomiędzy Australią i Polską, i jest zarządzane przez New Challenge International Consultancy Pty Ltd (NCIC) z Canberry. 
W centrum działa też przedstawicielstwo Polskiej Izby Handlowej w Australii (Polish Chamber of Commerce Australia, Inc.).

## Siedziba
Mieści się w Poznaniu przy ul. Dominikańskiej 6.